# Eucatagonium politum
Eucatagonium politum là một loài Rêu trong họ Catagoniaceae. Loài này được (Hook. f. & Wilson) Broth. mô tả khoa học đầu tiên năm 1925.